# Kościół Najświętszej Maryi Panny Częstochowskiej w Sosnowcu
Kościół Najświętszej Maryi Panny Częstochowskiej – rzymskokatolicki kościół parafialny należący do dekanatu sosnowieckiego - Chrystusa Króla diecezji sosnowieckiej. Znajduje się w sosnowieckiej dzielnicy Porąbka.
Jest to świątynia, nosząca cechy stylu neogotyckich, powstała jako budynek zborny (cechownia) kopalni „Kazimierz", który w 1924 roku został przebudowany na cele sakralne przez Hugona Kudera. Została pobłogosławiona w dniu 19 października 1924 roku przez biskupa kieleckiego Augustyna Łosińskiego, natomiast uroczyście poświęcona (konsekrowana) została w dniu 5 maja 2002 roku przez biskupa sosnowieckiego Adama Śmigielskiego.
We wnętrzu znajduje się dekoracja nawiązująca do tematyki górniczej, niebieski sufit malowany w gwiazdki oraz polichromia, na której jest przedstawionych dwunastu Apostołów.